# Dvärgtigerkatt
Dvärgtigerkatt (Leopardus tigrinus, även Oncifelis tigrinus eller Felis tigrina), även kallad oncilla, tigrillo eller cunaguaro, är en art i familjen kattdjur som är nära släkting till ozeloten och margayen.

## Kännetecken
Denna katt har en kroppslängd mellan 40 och 50 cm och svansens längd ligger vid 30 till 40 cm. Dvärgtigerkatten är lite större än en tamkatt men väger med 1,5 till 3 kg lite mindre. Angående pälsfärgen liknar katten starkt ozeloten och margayen och det är svårt att skilja dessa djur från varandra. I jämförelse till den övriga kroppen är svansen lite kortare och öronen lite större hos dvärgtigerkatten. Ofta föds ungar med helt svart pälsfärg.
I motsats till de flesta andra kattdjuren har dvärgtigerkatten bara 36 kromosomer.

## Utbredning och habitat
Dvärtigerkatten lever främst i tropiska regnskogar av Latinamerika från Costa Rica till södra Brasilien ,den finns även i Argentinas allra nordligaste delar. Däremot registrerades den aldrig i Panama och inte heller i Bolivia. Angående höjden förekommer arten från kusten till 3 200 meter över havet.
Bredvid regnskogar lever dvärgtigerkatten i andra habitat, till exempel i skogar utanför tropikerna, på den halvtorra savannen Cerradon i centrala Sydamerika som har två tydliga årstider, i mera våta savanner och i torra buskmarker. I Brasiliens savanner är arten det näst vanligaste kattdjuret, efter jaguarundi (Puma yaguarondi).

## Föda
Den har bra förmåga att klättra men vistas ofta på marken. Bytesdjuren utgörs till exempel av gnagare, kräldjur, ryggradslösa djur och fåglar. Födans sammansättning är inte helt klarlagt och beror troligen på utbredningsområde. Magsäcken av en hona som fångades i Costa Rica innehöll två hjortråttor (Peromyscus), en kängururåtta (Heteromyidae) och en näbbmus. Hos en annan hona hittades en fink (Fringillidae) i magsäcken. Honor från det brasilianska landskapet Caatinga hade främst ödlor i magsäcken. Även den avföring som hittades i landskapet visade att individerna främst ätit ödlor, syrsor, mångfotingar, skalbaggar och fåglar. Andelen gnagare var förvånansvärd liten.

## Fortplantning
De flesta informationer om dvärgtigerkattens parningsbeteende finns från individer i fångenskap. Hos dessa var honorna vanligen mellan tre och tio dagar parningsberedda. Dräktigheten varade i genomsnitt 75 dagar, som är ovanligt långt för ett kattdjur av denna storlek. Allmänt föds bara ett ungdjur per kull. Ungarna som undersöktes hade vid födelsen en vikt av 92 till 134 gram. Trots den långa tiden som embryon vistas i livmodern utvecklas de nyfödda ungarna jämförelsevis långsamt. De öppnar sina ögon efter 8 till 17 dagar och de första mjölktänderna kommer efter 15 till 21 dagar fram. Efter 38 till 56 dagar börjar ungen med fast föda. Som jämförelse kan nämnas att tamkatter efter 55 dagar har förmåga att jaga möss. Ungdjuren avvänjas efter cirka tre månader och efter elva månader är de lika stora som vuxna individer.
Enligt uppskattningar blir ungdjuren efter 2 till 2,5 år könsmogna. Individer som hölls i fångenskap blev upp till 17 år gamla. Livslängden i naturen är allmänt 11 år.

## Dvärgtigerkatten och människor
Arten jagades i större utsträckning för pälsens skull. Noggranna data för pälshandeln saknas då dvärgtigerkattens päls lätt kan förväxlas med margayens päls. Mellan 1976 och 1982 var päls från dvärgtigerkatten bland de mest sålda pälsarna av alla små kattdjur (Felinae) med fläckar. Bara 1982 registrerades cirka 69 500 pälsar i handeln, tydlig fler än päls från Geoffroys katt (Oncifelis geoffroyi), som tidigare var dominerande. 1983 salufördes till och med 84 493 pälsar men sedan minskade handeln drastiskt och 1985 registrerades bara 2 052 pälsar på marknaden. 1983 var Paraguay staten som exporterade flest pälsar men det antas att det främst var pälsar från andra länder som importerades illegalt och som sedan såldes lagligt. 1984 var Bolivia den största exportnationen trots att det saknas bevis att dvärgtigerkatten överhuvudtaget förekommer i landet.
Europeiska unionen förbjöd 1986 all import av päls från arten. 1989 upptogs dvärgtigerkatten i appendix I av CITES. IUCN listar arten som sårbar (vulnerable).